# Protomyctophum choriodon
Protomyctophum choriodon är en fiskart som beskrevs av Hulley, 1981. Protomyctophum choriodon ingår i släktet Protomyctophum och familjen prickfiskar. Inga underarter finns listade i Catalogue of Life.